# Maisonnay
Maisonnay é uma comuna francesa na região administrativa da Nova Aquitânia, no departamento de Deux-Sèvres. Estende-se por uma área de 5,17 km². Em 2010 a comuna tinha 262 habitantes (densidade: 50,7 hab./km²).